# Christian Murro
Christian Murro (né le 19 mai 1978 à Saronno, dans la province de Varèse en Lombardie) est un coureur cycliste italien.

## Biographie
Contrôlé positif au furosémide en janvier 2008, Christian Murro a été suspendu pour deux ans à compter du 30 avril 2008.

## Palmarès

### Palmarès amateur
- 2000
  - 2e du Tour du Stausee
- 2001
  - Circuito Castelnovese
- 2002
  - Coppa Colli Briantei Internazionale
- 2003
  - Giro delle Tre Provincie
  - Trofeo Luciano Pasinetti
  - Giro della Provincia di Cosenza
  - Gran Premio Sannazzaro
  - 2e du Tour de Lombardie amateurs
  - 3e de la Medaglia d'Oro Frare De Nardi
  - 3e de la Coppa Caduti Sant'Alluccio
- 2004
  - Gran Premio Industria e Commercio Artigianato Carnaghese

### Palmarès professionnel
- 2006
  - Ruddervoorde Koerse
- 2007
  - Trois vallées varésines
  - 2e de Halle-Ingooigem
  - 4e du championnat d'Italie sur route